# Little Straggle Lake
Little Straggle Lake är en sjö i Kanada.   Den ligger i provinsen Ontario, i den sydöstra delen av landet, 200 km väster om huvudstaden Ottawa. Little Straggle Lake ligger 407 meter över havet. Arean är 0,34 kvadratkilometer. Den ligger vid sjön Fishtail Lake. Den sträcker sig 0,7 kilometer i nord-sydlig riktning, och 1,2 kilometer i öst-västlig riktning.
I omgivningarna runt Little Straggle Lake växer i huvudsak blandskog. Runt Little Straggle Lake är det mycket glesbefolkat, med 2 invånare per kvadratkilometer.